# Montegiardino

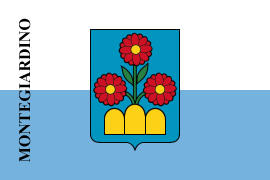
Flagge von Montegiardino

Montegiardino ist eine Gemeinde (italienisch Comune, san-marinesisch Castello) der Republik San Marino.

## Geografie
Montegiardino hat 1.017 Einwohner und eine Fläche von 3,31 km².
Der Ort grenzt an die san-marinesischen Gemeinden Fiorentino und Faetano und an die italienischen Gemeinden Sassofeltrio und Monte Grimano (beide in der Provinz Pesaro und Urbino) und ist die Gemeinde mit der kleinsten Fläche und auch der niedrigsten Einwohnerzahl im Staatsgebiet.
Zu Montegiardino gehört der Ortsteil (italienisch Frazione, san-marinesisch Curazie) Cerbaiola (350 m s.l.m., ca. 100 Einwohner).

## Geschichte
Die Ursprünge des Ortes lassen sich bis in langobardische Zeit – um 568 n. Chr. – zurückverfolgen. Bis zum Ende des 14. Jahrhunderts gehörte der Ort zum Besitz der Grafen von Carpegna (Provinz Pesaro und Urbino), dann ging er an die Malatesta von Rimini über. 1463 wurde er von San Marino erobert und annektiert. Im Mittelalter befand sich hier ein Wehrturm auf dem Kreidefels. Die außerhalb der Stadtmauern gelegene Kirche San Lorenzo, auf den Ruinen zweier älterer Kirchen errichtet, stammt aus dem Jahre 1865 und ist dem Märtyrer Laurentius gewidmet. Das Langhaus der Kirche besteht aus drei Schiffen, und auf dem Hauptaltar steht eine von Adamo Tadolini geschaffene Statue des Heiligen Marinus, als Vorlage der Statue, die sich auf dem Altar der Basilika San Marino befindet.

## Sehenswürdigkeiten
- Chiesa di San Lorenzo, 1865 errichtete Kirche mit fünf Tafelbildern aus dem 18. Jahrhundert im Inneren. 1891 wurde der Campanile fertiggestellt.

## Bildung
In Montegiardino hat die Fakultät für Wirtschaft und Technologie der Università degli Studi della Repubblica di San Marino ihren Sitz.

## Sport
Montegiardino ist mit der Mannschaft SP La Fiorita in der Liga Campionato Sammarinese di Calcio vertreten.

## Söhne und Töchter der Stadt
- Edda Ceccoli (* 1947), Politikerin
- Tommaso Zafferani (* 1996), Fußballspieler
- Anita Simoncini (* 1999), Sängerin

## Bilder

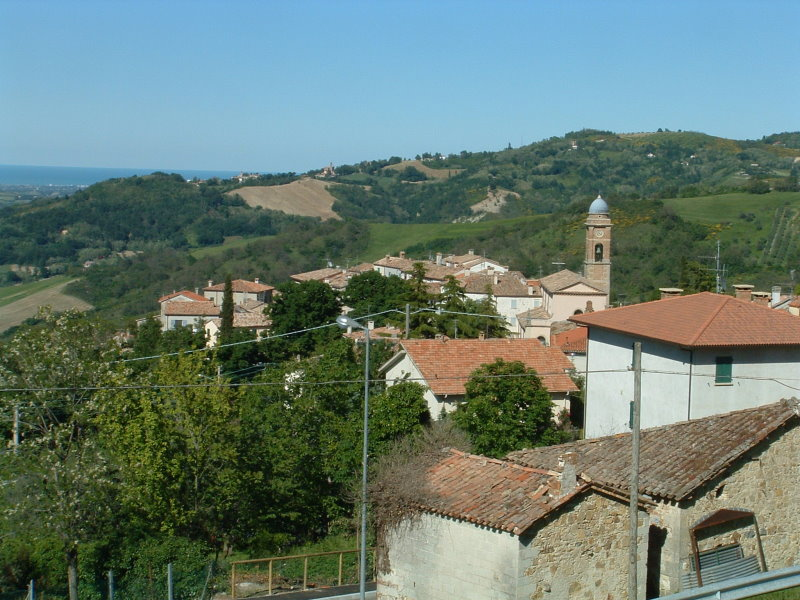
Panorama von Montegiardino
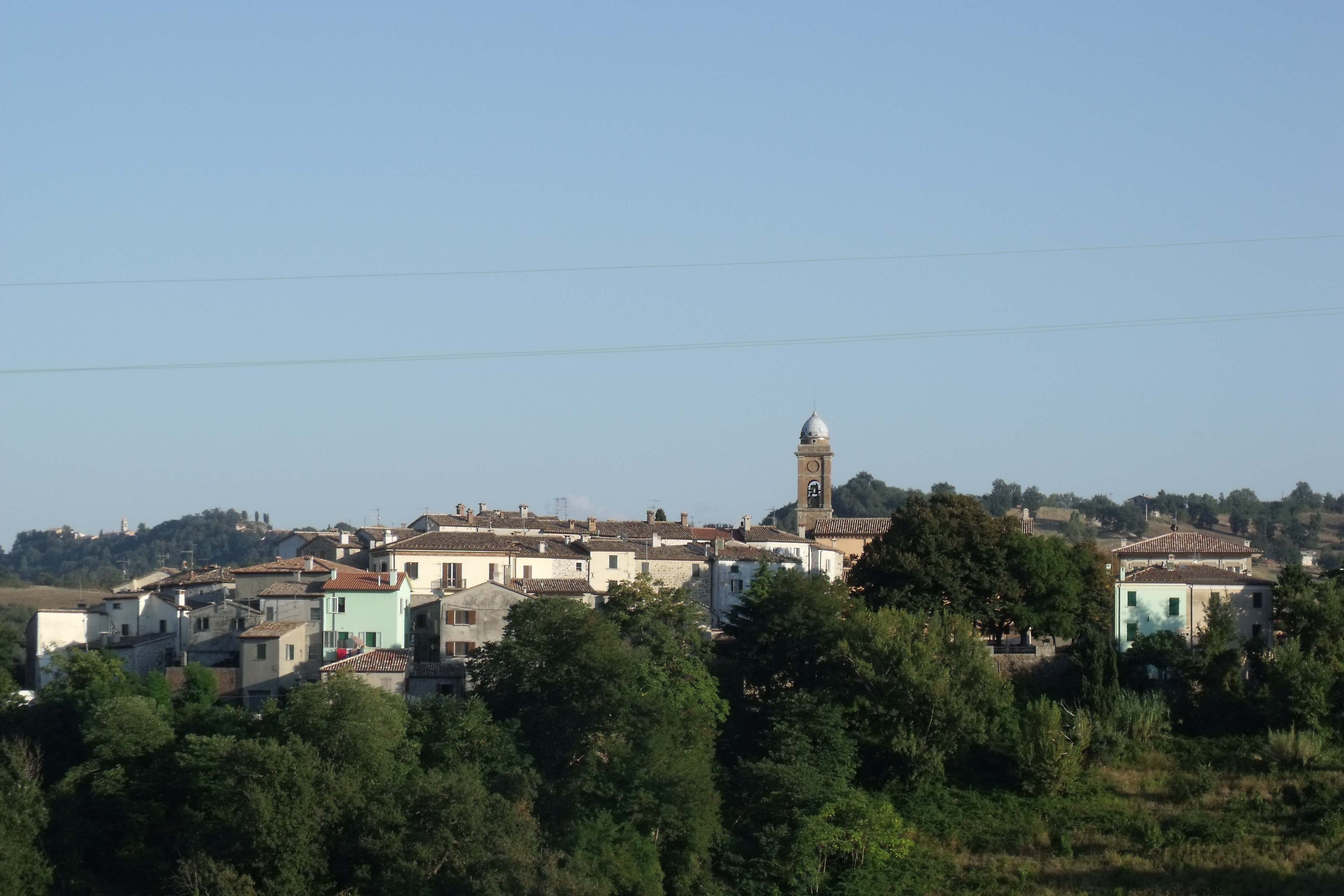
Panorama von Montegiardino
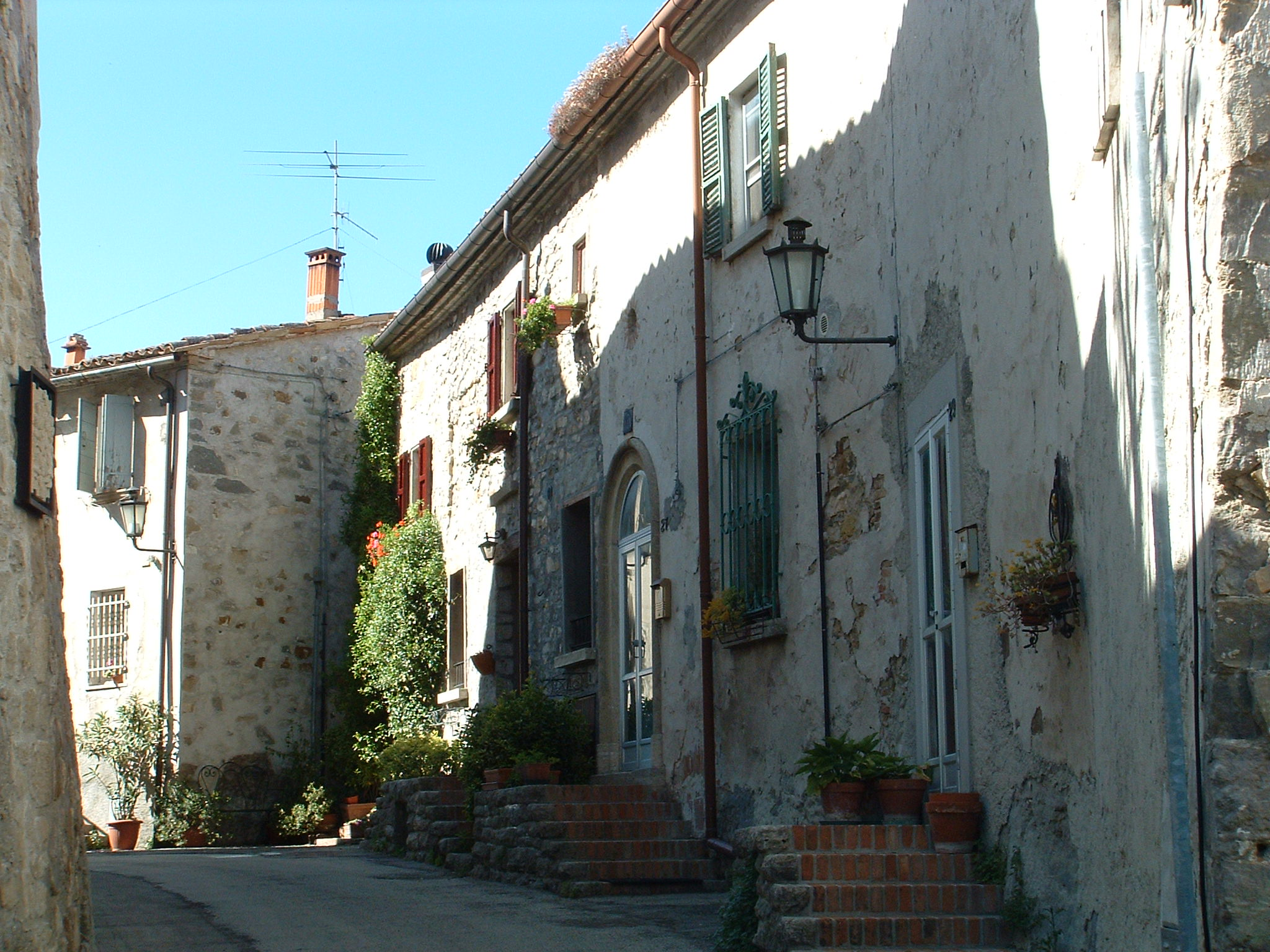
Ortskern von Montegiardino